# Hópehely generáció
Hópehely generációnak (angolul: Generation Snowflake vagy Snowflake Generation) nevezik azokat az 1990-es években született, ma már fiatal felnőtt korba lépett generáció azon tagjait, akikre jellemző a sértődékenység, a túlérzékenység, a „törékeny lélek” fogalma, illetve képtelenek a kritika és a lelki sérelem elviselésére. (Mindkét jelenség számos szociálpszichológiai kérdést felvet.)
A snowflake kifejezés új jelentése az Oxford English Dictionary részét képezi 2018 januárja óta. Ez az új jelentés a magyar hópehely szóra nem vonatkozik, de az angol nyelvben a kifejezés sértésnek számít a korábban említett típusú emberekre nézve.

## Háttér
A kifejezés először a Harcosok Klubja (1996) című, Chuck Palahniuk által írt regényben tűnt fel, és eleinte csak az USA-ban használták.